# Peter Bedjanič
Peter Bedjanič, slovenski glasbeni urednik in pevec, lirski baritonist * 31. oktober 1933, Maribor, † avgust 2020.
Peter Bedjanič se je rodil leta 1933 v Mariboru očetu Milku Bedjaniču. Študiral je pri Juliju Betettu na Akademiji za glasbo, kjer je leta 1960 diplomiral. V ljubljanski Operi je bil od 1953 do 1957 inspicient. 
Od leta 1957 dalje je bil zaposlen na Radiu Slovenija kot urednik za operno glasbo. Pisal je tudi operne kritike, v Slovenski gledališki leksikon je napisal vrsto prispevkov o operi in pevcih.
Kot pevec je pel v nekaj zborovskih zasedbah, nastopil pa je v  vrsti manjših in tudi v dveh večjih baritonskih vlogah, in sicer kot Tobia Mill v operi Ženitna menica ter Doktor v operi Doktor in apotekar. 